# Wygnanów (Sainte-Croix)
Pour les articles homonymes, voir Wygnanów.
Wygnanów est une localité polonaise de la gmina de Małogoszcz, située dans le powiat de Jędrzejów en voïvodie de Sainte-Croix.